# Guglielmo d'Aigrefeuille il Giovane
Guillaume d'Aigrefeuille il Giovane (La Font, 1339 – Avignone, 13 gennaio 1401) è stato un cardinale francese.
Cardinale di Santo Stefano al Monte Celio, fu figlio cadetto di Aymar d'Aigrefeuille, maresciallo della corte pontificia ad Avignone, nipote dei cardinali Guillaume d'Aigrefeuille il Vecchio e Faydit d'Aigrefeuille e cugino di secondo grado dei papi Clemente VI e Gregorio XI.

## Biografia

### Gioventù e studi
Nacque nell'antico comune di La Font, oggi nel dipartimento del Corrèze, da Aigline de Montal e Aymar d'Aigrefeuille. I suoi genitori, di ascendenza cavalleresca e imparentati con alcuni alti prelati, lo avviarono fin da giovane alla carriera ecclesiastica.
Entrato inizialmente nel monastero benedettino di Cluny, venne trasferito temporaneamente per poter seguire i corsi all'università di Tolosa, dove ottenne il dottorato in diritto canonico. Verso il 1362 venne chiamato a ricoprire il ruolo di decano del capitolo della cattedrale di Clermont, poi nominato protonotario apostolico e successivamente uditore della Sacra Rota.

### Cardinale di Santo Stefano
Venne eletto come unico cardinale del concistoro del 12 maggio 1367 da papa Urbano V. L'età del neoeletto non era un ostacolo essendovi state altre promozioni ben più eclatanti nei pontificati di Clemente V e Clemente VI. A soli ventotto anni diventò dunque cardinale presbitero di Santo Stefano al Monte Celio e seguì il papa nel viaggio a Roma. Il suo primo soggiorno romano terminò con il rientro di Urbano V ad Avignone, dove morrà poco tempo dopo. Partecipò al suo primo conclave il 29 dicembre 1370, quando 18 dei 20 cardinali del Sacro Collegio proclamarono papa il cugino di Aigrefeuille, Pierre Roger de Beaufort, che prese il nome di Gregorio XI.
Il nuovo pontefice gli assegnò la carica di canonico prebendario di Highworth e arcidiacono del Berkshire. Nel 1377 venne nominato cardinale camerlengo di Santa Romana Chiesa e designato da Gregorio XI come proprio esecutore testamentario nel marzo dell'anno successivo.

### Legato di Clemente VII
Il 26 marzo 1378 morì Gregorio XI e così l'Aigrefeuille entrò in conclave una seconda volta il 7 aprile 1378. I cardinali, per la maggioranza francesi ma sotto la spinta del volere del popolo di Roma, che richiedeva con clamore un papa italiano, elessero Bartolomeo Prignano, arcivescovo di Bari, papa col nome di Urbano VI, sesto ed ultimo non cardinale ad accedere al soglio pontificio. Tuttavia dopo solo cinque mesi di pontificato, il collegio cardinalizio, pentito della propria scelta, si riunì in un nuovo conclave a Fondi per eleggere l'antipapa Clemente VII, dando così inizio allo scisma d'Occidente. Mentre Urbano VI lo destituiva, il nuovo papa designò Aigrefeuille legato pontificio in Francia e il 7 maggio 1379 venne ricevuto alla corte di Vincennes da Carlo V. Dopo avere ottenuto il sostegno del re e dei suoi principi a Clemente VII, si diresse alla volta del Sacro Romano Impero, dove soggiornò dal 29 novembre 1379 al 25 gennaio 1385, al fine di ottenere l'appoggio del duca d'Austria e delle principali città tedesche all'antipapa. Questi, riconoscente, lo nominò cardinale protoprete nel maggio 1385.
Partecipò al suo ultimo conclave nel 1394 per l'elezione dell'antipapa Benedetto XIII, per poi ritirarsi presso il nipote Elzéar d'Aigrefeuille, barone di Gramat. Per volere testamentario, cedette tutti i propri beni al fratello Jean d'Aigrefeuille. Morì il 13 gennaio 1401 ad Avignone. Venne inumato nella cappella dedicata a Santo Stefano nella collegiata di San Marziale ad Avignone, di cui era stato uno dei benefattori. Il suo epitaffio recita:
(Epitaffio di Guillaume d'Aigrefeuille il Giovane)